# Nikólaos Karélis
Nikólaos Karélis (grec moderne : Νικόλαος Καρέλης), ou Níkos Karélis (Νίκος Καρέλης), né le 24 février 1992 à Héraklion en Crète, est un footballeur international grec qui évolue au poste d'avant-centre.

## Biographie
Né à Arkalochori, Héraklion, Karélis a commencé à jouer au football à l'âge de six ans, lorsque son père, un footballeur retraité, l'a inscrit dans les sections de jeunes d'Ergotelis. Karélis a commencé à s'entraîner avec l'équipe première à l'âge de 14 ans et a signé son premier contrat professionnel avec le club à l'âge de 15 ans. Il a fait ses débuts le 20 avril 2008, lors de la dernière journée de la Super League grecque 2007-2008, en entrant comme remplaçant en seconde période (78e minute) lors de la victoire 2-0 d'Ergotelis sur Skoda Xanthi, et est devenu le plus jeune joueur à avoir jamais joué pour Ergotelis dans un match de Super League.
Karélis a rapidement attiré l'attention du club de Premier League Arsenal, et a été invité à Londres pour participer à un essai de dix jours. Il a rejoint l'équipe des moins de 16 ans d'Arsenal et a voyagé avec elle en Italie pour participer au Tournoi de la Coupe des moins de 16 ans de l'Atalanta. Karélis a marqué deux buts et a fait forte impression, aidant Arsenal à remporter la coupe en battant la Juventus en finale aux tirs au but. Ayant déjà signé un nouveau contrat avec Ergotelis, un transfert potentiel vers l'équipe de Premier League a été reporté et n'a finalement jamais été finalisé.
Au cours de la saison 2008-09, Karélis n'a pas beaucoup joué avec l'équipe première, ne faisant que deux apparitions, jouant un total de 17 minutes de jeu. En août 2009, il s'est vu offrir un nouveau contrat de trois ans. Karélis a fait plus d'apparitions lors de la saison 2009-10, faisant six apparitions, principalement en tant que remplaçant des attaquants vétérans, Maris Verpakovskis et Sergio Leal. Karélis a marqué lors d'un match amical contre l'Olympiakos, le 6 septembre 2009 pour célébrer le 80e anniversaire d'Ergotelis, marquant le cinquième but pour compléter la victoire de son club sur les champions en titre dans une victoire mémorable 5-0.

### Carrière en club

#### Brentford
On 22 August 2019, free agent Karelis signed for English Championship side, Brentford, initially on a 1-year deal with an option for another year. In October 2019 he suffered a 'serious' knee injury. He was released at the end of the season after a difficult recovery process (194 days to be exact) from his ruptured ACL injury.

#### Panetolikos
Le 30 janvier 2021, Karelis est retourné à la Super League Grèce, signant un contrat avec Panetolikos, jusqu'à l'été 2022, en transfert gratuit. Le 17 octobre 2021, il a marqué son premier but avec le club d'une tête, ouvrant le score lors d'une frustrante défaite 2-1 à domicile contre ses rivaux de l'OFI. C'était son premier but après près de 26 mois. Le 18 décembre 2021, il a marqué en tant que remplaçant, le but gagnant contre Atromitos aidant son club à acquérir une victoire vitale de 2-1 à domicile, dans son effort pour éviter la relégation. Le 16 janvier 2022, avec son coéquipier Javier Mendoza, ils sont les principaux protagonistes avec un but et une passe décisive chacun, lors d'un triomphal victoire 2-1 à l'extérieur contre l'AEK Athènes et une semaine plus tard, il a de nouveau marqué après la passe décisive de Javier Mendoza lors d'une nouvelle victoire 4-2 à l'extérieur contre l'OFI. Le 19 janvier 2022, entre les deux matchs pour le championnat, avec le protagoniste habituel des derniers matchs, Javier Mendoza, il a de nouveau marqué contre les champions de l'Olympiakos prenant une avance de 2-1 pour la qualification finale au prochain tour de la Coupe de Grèce. Le 6 mars 2022, il a ouvert le score lors d'une victoire vitale 2-1 à l'extérieur en Super League contre Ionikos.

#### Mumbai City FC (depuis 2024)
En juillet 2024, Nikólaos Karélis s'engage avec le Mumbai City FC, club de l'Indian Super League. Le 28 mai 2025, Mumbai a dit adieu au bombardier grec après une saison réussie.
- Ressources relatives au sport :   - As
  - BDFA
  - Premier-Liga
  - ESPN
  - Eu-football
  - FBref
  - FootballDatabase
  - Kicker
  - Mondefootball
  - National Football Teams
  - Soccerbase
  - Soccerway
  - Sports.ru
  - Transfermarkt